# Tarszoszi Zénón
Tarszoszi Zénón (Kr. e. 3. század) görög filozófus
Tarszoszból származott, a sztoikus Khrüszipposz tanítványa volt. Caesariai Euszebiosz szerint a világégést tanította. Munkái nem maradtak fenn.